# Tamopsis depressa
Tamopsis depressa är en spindelart som beskrevs av Baehr 1992. Tamopsis depressa ingår i släktet Tamopsis och familjen Hersiliidae. Inga underarter finns listade i Catalogue of Life.